# Normannenhaus Jena
Das Normannenhaus ist ein denkmalgeschütztes historisches Gebäude im thüringischen Jena, das von Georg Ludwig Freed ursprünglich als Verbindungshaus entworfen und 1898 eingeweiht wurde.

## Geschichte

Nordost-Seite des Normannenhauses unmittelbar nach der Einweihung 1898

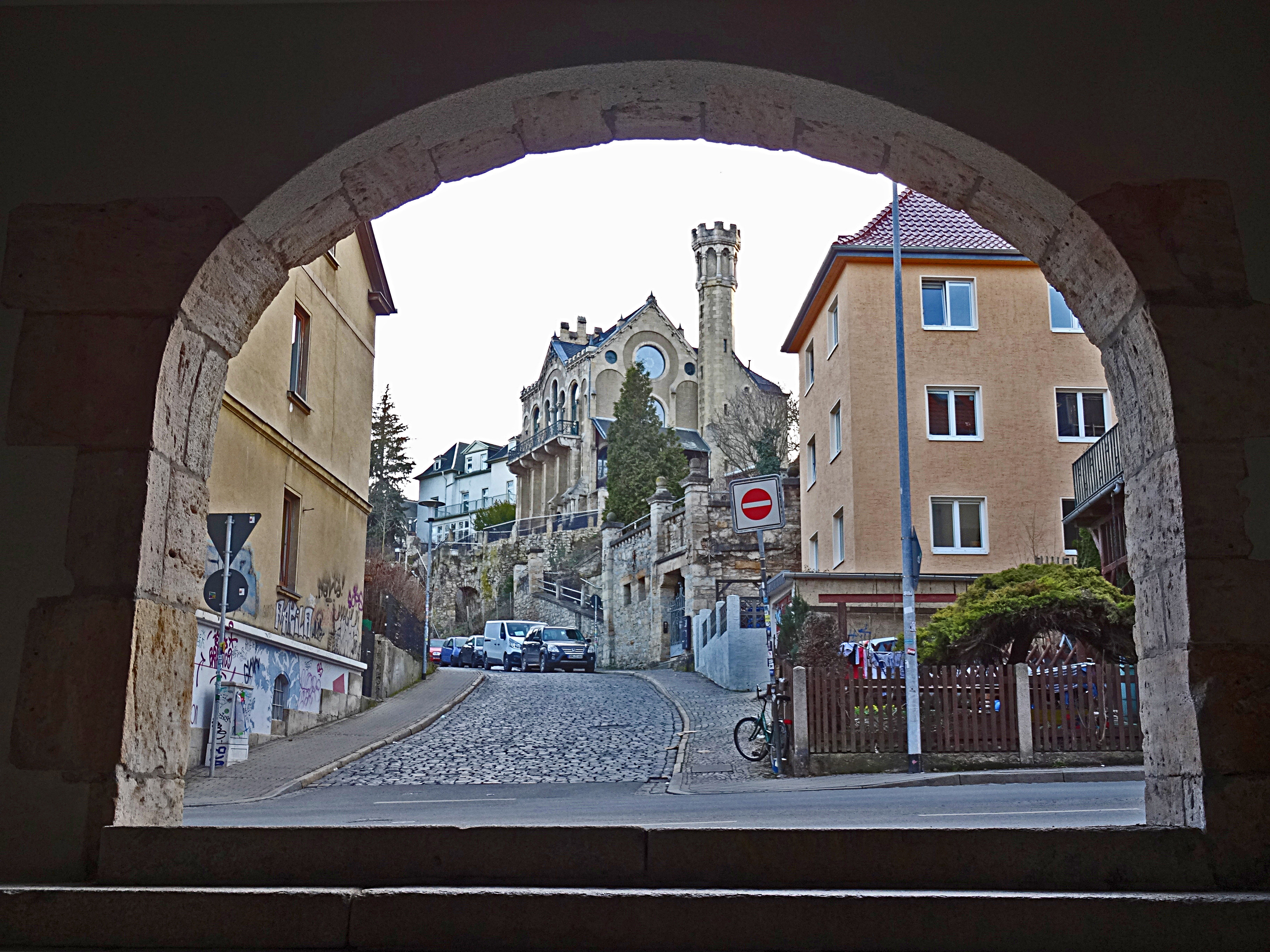
Blick vom Volkshaus zum Normannenhaus

Das im Stadtkern von Jena gelegene Normannenhaus wurde vom Mannheimer Architekten Georg Ludwig Freed als Verbindungshaus für die namensgebende „Akademische Turnerschaft Normannia“ entworfen. Die Turnerschaft nannte sich zunächst „Pharmazeutisch-Naturwissenschaftlicher Verein Jena“, später dann „Pharmazia“ und ab 1885 „Turnerschaft Normannia“ im Vertreter-Convent (nicht zu verwechseln mit der als rechtsextrem eingestuften Burschenschaft Normannia Jena). Die Planung des Verbindungshauses gilt als gemeinsames Werk von Aktiven und Alten Herren der Verbindung. Mitglieder waren unter anderem Georg Sattler und Ernst Sarfert.
Die Bauarbeiten begannen 1897, die Einweihung erfolgte am 30. Juli 1898. Wie alle Studentenverbindungen im Deutschen Reich wurde die „Turnerschaft Normannia“ 1938 von den Nationalsozialisten verboten. Das Verbindungshaus wurde enteignet. 1945 wurde es wie sämtliche anderen Verbindungshäuser in der Sowjetischen Besatzungszone auf Befehl der sowjetischen Militäradministration konfisziert und kurz darauf der Friedrich-Schiller-Universität übereignet.
1947 erfolgten diverse Umbauten durch die Universitätsbauleitung; dabei wurden auch die ursprünglichen Bleiglasfenster des Festsaales in der Süd- und Nordfassade zugemauert. Im Lauf der Jahre wurde das Haus durch die Christengemeinschaft, als Kindergarten, durch das Institut für Dialektischen Materialismus, als Jugendclub und von der Jenaer Philharmonie genutzt. Bis zur Wende befand es sich im Besitz des VEB Carl Zeiss Jena, 1992 wurde es geschlossen. 1996 wurde die Immobilie an einen privaten Investor verkauft und zu einer Gaststätte umgebaut, die nach kurzer Zeit wegen Insolvenz geschlossen wurde. Danach erfolgte eine Nutzung als Veranstaltungsort für private Veranstaltungen wie Hochzeiten und andere Feiern.
2005 wurde das Gebäude als Baudenkmal in die Denkmalliste des Freistaates Thüringen eingetragen. 2015 erfolgte ein weiterer Eigentümerwechsel; 2017 begann die grundhafte Sanierung und Restaurierung in enger Zusammenarbeit mit dem Denkmalamt anhand der erhaltenen Bauunterlagen aus dem Stadtarchiv Worms. Ab 2018 ist eine Nutzung als Kultur- und Tagungsstätte vorgesehen.

## Architektur
Das dreigeschossige Gebäude ist im Stil der Neoromanik gehalten. Die festungsartige Villa enthält etliche typisch romanische Stilelemente, etwa eine zinnenbekrönte Traufe und Einfriedung, Rosetten- und Rundbogenfenster sowie Säulen mit Würfelkapitellen. Freed hatte sich bei seinen Italienreisen vom Stil der normannischen Burgen inspirieren lassen. Auch die Bauweise mit Kalkstein, profilierten Hölzern und schmiedeeisernen Beschlägen entspricht dem Stilvorbild der Romanik. Die Entwurfsentwicklung des Normannenhauses lässt sich vollständig nachverfolgen. Im Flur wurden Mustertapeten (u. a. Original Linkrusta) verwendet, bei den Originalplänen finden sich auch Späne von der Originaltreppe. Zudem gibt es viele Detailzeichnungen, etwa zum Balkongeländer der Ostseite, zu den Zinkprofilen der Fahnenstange im Vorgarten, für den herausnehmbaren Glasverschlag zwischen den beiden Kneipzimmern, für den oberen Abschluss der Lichtschlitze am Turmkopf und zur Bleiverglasung der Fenster des Festsaals in der Nord-, Ost- und Südfassade.

## Wiederherstellung
Das Normannenhaus erhielt beim Bau im Erdgeschoss ein Kneipzimmer mit Raum für 44 Personen, welches bei Bedarf vergrößert werden konnte. Der Festsaal im Obergeschoss bot Platz für mehr als 100 Personen. Sowohl das Kneipzimmer als auch der Festsaal wurden mit Holzdecken und -vertäfelungen, Parkettböden und massiven Holztüren ausgestattet. Im Zuge der Umbaumaßnahmen durch die Friedrich-Schiller-Universität ab 1947 wurden zahlreiche Veränderungen vorgenommen. So wurden die Süd- und Nordfenster des Festsaals zugemauert und bauplastische Embleme entfernt, die auf die frühere Nutzung hinwiesen. Darüber hinaus wurde auch der Grundriss an verschiedenen Stellen verändert. Die Restaurierung 2017 hatte zum Ziel, anhand der erhaltenen Pläne den Originalzustand von Gebäude und Garten weitgehend wiederherzustellen, um das Ensemble danach als lokales Veranstaltungszentrum zu etablieren.